# Feria Internacional del Libro de Santo Domingo
La Feria Internacional del Libro de Santo Domingo es un magno evento que se lleva a cabo cada año, con el objetivo de fomentar la lectura y por consiguiente la cultura de República Dominicana.

## Primera Etapa (1950 - 1961)
En 1950, a sugerencia de Postigo, se instituye el 23 de abril como Día del Libro, en honor a Miguel de Cervantes Saavedra. Un año después, en 1951 se realiza la primera Feria Nacional del Libro, en el Parque Colón, la cual se extendió hasta las arcadas del entonces Palacio Consistorial o Consejo Administrativo.
El señor Postigo, quien fuera propietario de la Librería Dominicana y luego de la Librería Hispaniola, y editor de la famosa colección “Pensamiento Dominicano”, fue también el que propuso la creación del Premio “Pedro Henríquez Ureña” al libro del año, que no logró entonces gran incidencia.
Las ferias del libro se siguieron celebrando anualmente de forma modesta, como modesta era para entonces la comercialización del libro en el país, donde apenas existían 4 ó 5 librerías de alguna importancia.
En ese lapso, es bueno mencionar que en 1955, para la fastuosa celebración de la Feria de la Paz y la Confraternidad del Mundo Libre, que celebrara los veinticinco años de la dictadura trujillista, se organizó la Feria Iberoamericana del Libro “María Martínez de Trujillo”, que tuvo como presidente de la comisión organizadora al doctor Armando Oscar Pacheco, a la sazón Secretario de Estado de Educación, y de secretario al doctor Manuel de Jesús Goico Castro.
No obstante, la continuidad no fue absoluta. Se suspendió su celebración en 1956 y 1957, y luego en 1959 y 1960, que fueron años muy conflictivos políticamente. En 1961, año del fin de la Era de Trujillo, se celebró la última feria de esa etapa. La tradición se trató volver a instaurar en 1967, aunque nuevamente se interrumpió en 1968.

## Segunda Etapa (1970 - 1996)
Posteriormente, en 1970, el gobierno de Joaquín Balaguer realizó la Exposición Mundial del Libro y Festival Internacional de la Cultura, en el edificio que hoy ocupa, entre otros organismos públicos, la Dirección de Impuestos Internos. Ese evento excepcional, que no tuvo continuidad, tenía como director ejecutivo al arquitecto José A. Caro Álvarez y su coordinador operativo lo oh si si fue el señor Jiménez Cohén, este último de nacionalidad colombiana.
En 1970, como parte de una intensa campaña para reorganizar las ferias del libro bajo un estatuto formal, se elabora el reglamento que regiría el evento. Y, finalmente, en 1973, el gobierno crea la Comisión Organizadora Permanente de la Feria del Libro a nivel nacional, mediante el decreto No. 4331, de fecha 11 de marzo de 1973, con lo que quedó institucionalizada esta celebración después de más de dos décadas de esfuerzos en este sentido.
La primera Comisión Permanente estuvo presidida por don Rafael Herrera, director del Listín Diario, tuvo al doctor Jorge Tena Reyes como secretario, y, como tesorero, al propulsor de la idea, don Julio Postigo. Los integrantes fueron intelectuales de la talla de Emilio Rodríguez Demorizi, Pedro Troncoso Sánchez, Julio Jaime Julia, Virgilio Hoepelman, Fabio A. Mota, Pedro René Contín Aybar y el doctor Anaiboní Guerrero Báez. La secretaria de Educación de la época, doctora Altagracia Bautista de Suárez, fungía de asesora. Es, pues, en 1973 cuando tiene lugar oficialmente la I Feria Nacional del Libro, en nueva etapa, con la Biblioteca Nacional como sede.
Estas sedes variarían de un año a otro. En algunos años fue el Museo del Hombre Dominicano, el Palacio de Bellas Artes, el Museo de Historia y Geografía, la Plaza Gonzalo Fernández de Oviedo (Fortaleza Ozama). Desde 1983 tuvo como espacio fijo la Plaza de la Cultura “Juan Pablo Duarte”, donde se estuvo celebrando de manera initerrumpida hasta 1995. En 1996 el gobierno no prestó su concurso para la celebración, con lo que se interrumpió el evento que llevaba 23 años de realización anual.
En 1973 se crean, para reforzar la Feria, los Premios Nacionales de Literatura, de la Secretaría de Estado de Cultura y la Dirección General de Cultura, del mismo organismo, que pasó a presidir el doctor José Tena Reyes.
Las ferias honraron siempre un gran representante de nuestras letras. Entre los honrados figuraron Flérida de Nolasco, Juan Pablo Duarte, Manuel de Jesús Troncoso de la Concha, Tulio M. Cestero, Eugenio María de Hostos, Héctor Incháustegui Cabral, Domingo Moreno Jimenes, Pedro René Contín Aybar, Fernando Arturo de Meriño, Pedro Henríquez Ureña, Vetilio Alfau Durán, Máximo Gómez, Manuel A. Peña Batlle, Máximo Avilés Blonda, Ercilia Pepín, Camila Henríquez Ureña y Salomé Ureña de Henríquez.
En 1978, el doctor Tena-Reyes es reemplazado de la Comisión Organizadora por el señor Pedro Bisonó, propietario de la Librería América, quien permanecería en el cargo hasta 1985.
En 1985 se transforma la composición del grupo organizador y se designa, mediante decreto No. 2968, del presidente Salvador Jorge Blanco, una nueva Comisión, presidida por el doctor Raymundo Amaro Guzmán. Don Rafael Herrera pasó a ser Presidente de Honor. El poeta Cándido Gerón fue designado para sustituir al doctor Tena Reyes como Secretario, y los demás miembros fueron don Julio Postigo, Emilio Rodríguez Demorizi, Bernardo Vega, Pedro Troncoso Sánchez, Máximo Avilés Blonda, Marisol Florén, Maximiliano Arturo Jimenes Sabater, Francisco a Polanco, Teresa Peña, Marianne de Tolentino, José Luis Corripio y Leonte Brea. La secretaria de Educación, doctora Ivelisse Prats de Pérez, fungía como Asesora.
En 1987, el decreto No. 183-87, dictado por el presidente Joaquín Balaguer, otorga carácter de “jurisdicción nacional” a la Comisión Permanente de la Feria Nacional del Libro y la hace depender de la Presidencia de la República; así también la constituyó como órgano de Derecho Público con autonomía funcional y administrativa. El mismo decreto establece que su presupuesto estará consignado en la Ley de Gastos Públicos de la Nación. Se confirma como presidente al doctor Raymundo Amaro Guzmán y se incorpora al licenciado César Herrera como vicepresidente; también se nombró a Luis Rivas Encarnación, a la sazón Director General de Cultura, como secretario. Los nuevos integrantes son: José Israel Cuello, Pedro Bisonó, José Rafael Lantigua, Salvador Pérez Martínez, José Ángel Saviñón, Jorge Tena Reyes, Daysi García, José Rijo, Virgilio Hoepelman y Manuel de Jesús Goico Castro, entre otros. El secretario de Educación, Pedro Pichardo, se constituye en asesor.
En años siguientes, se incorporaron nuevos miembros, como cuando, en 1992, los señores Manuel Rueda, Manuel García Arévalo y Miguel González Cano sustituyeron a los miembros fallecidos Pedro Troncoso Sánchez, Manuel de Jesús Goico Castro y César Herrera. Igualmente, Virgilio Díaz Grullón sustituyó al licenciado Virgilio Alcántara, al pasar éste a residir fuera del país.
Ese mismo año de 1992, la Feria adquirió la denominación temporal de Feria Iberoamericana del Libro “Pedro Henríquez Ureña”, y se realizó, en vez de en el mes de abril, en el mes de octubre, para que coincidiese con la conmemoración del Quinto Centenario del Descubrimiento de América.
Con la ampliación del comercio del libro y la apertura de nuevas y modernas librerías, además de la producción inusitada de obras de autores dominicanos, la Feria del Libro quedó institucionalizada con estas celebraciones anuales que se convirtieron en la mayor fiesta cultural del país hasta nuestros días.
Cuando se inauguró la primera etapa de la Feria del Libro, apenas existían las librerías Dominicana, en la calle Mercedes; Duarte, en la calle Mercedes con Arzobispo Meriño; San Pablo, de las hermanas Pepén. Posteriormente, nacieron el Instituto Americano del Libro, en la Arzobispo Nouel; La Trinitaria, en San Carlos; La Hispaniola, en la calle 19 de Marzo; Disesa, en la calle Hostos, y la Editora Colegial Quisqueyana, en Plaza Naco. Más adelante, Mateca, Lope de Vega, Herrera, Hostos, Avante, América, Editorial Padilla, Casa Cuello y, para mediados de la década de 1990, Cuesta-Centro del Libro. Desde esta década surgieron diversas librerías en todo el país, a lo que debe sumarse el número de tiendas por departamentos que incluyen áreas de librería.

## Tercera Etapa (1997 - Actualidad)
Hasta la edición número 23 de la Feria Nacional del Libro, el patrón de ejecución fue el mismo, con algunas variantes impuestas siempre por circunstancias económicas y programáticas. Es a partir de 1997 que la feria se moderniza y cambia su esquema organizativo gerencial, al producirse el decreto No. 44-97, de fecha 28 de enero de 1997, dictado por el presidente Leonel Fernández Reyna, que creó la Comisión Permanente de la Feria Nacional del Libro, esta vez presidido por el licenciado José Rafael Lantigua; la Comisión tuvo también como secretaria a la doctora Virtudes Uribe, propietaria de la Librería La Trinitaria, y al señor José L. Corripio como tesorero.
Se cambió el formato, la filosofía, los objetivos y hasta la sede. La feria se trasladó al antiguo Parque Zoológico y Botánico. El propio Lantigua, ante la falta de una denominación oficial del lugar, la denominó Plaza del Conservatorio, por ser el lugar donde se ubica el local que alberga al Conservatorio Nacional de Música.
En 1997 se hizo la primera prueba para feria internacional, al invitar a 40 editoras de 8 países: España, México, Venezuela, Ecuador, Colombia, Costa Rica, Puerto Rico y Cuba. En anteriores eventos, estos dos últimos países siempre tuvieron una activa participación. Se incluyó la presentación de renombradas figuras de las letras internacionales, como el uruguayo Eduardo Galeano, y se dedica la feria a la exitosa escritora dominicana Julia Álvarez y al escritor puertorriqueño Luis Rafael Sánchez. La feria honró a Salomé Ureña de Henríquez en el Centenario de su muerte.
Se establecieron varios récords y distinciones: la mayor feria del libro de la historia dominicana; mayor cantidad de expositores; más amplio espacio físico para un evento de este género; mayor participación internacional; primera en que participa un notable grupo de escritores extranjeros; primera que realiza un ciclo de coloquios donde toman parte unos 50 escritores dominicanos; primera que dedica cada día a un gran escritor criollo; primera que dedica un espacio exclusivo para los niños y jóvenes; primera que celebra un coordinado programa de espectáculos artísticos; primera que presenta un espectáculo inaugural y de clausura especialmente concebido para la feria; primera que entrega stands uniformes con anaqueles y escritorios; primera que el Presidente de la República visita cuatro veces durante los diez días del evento. Todo ello, unido a un nuevo esquema organizativo y gerencial, hicieron de esta la feria más concurrida hasta ese entonces: alrededor de un millón de personas pasó por el parque ferial durante esos diez días de celebración, del 24 de abril al 4 de mayo de 1997.
En 1998, en que la Feria Nacional del libro cumplía sus veinticinco años de existencia, se inició la tercera etapa de estas ferias, con la decisión de convertirla en feria internacional. Desde entonces, para cada año se escoge una nación como país invitado de honor y se dedica a una importante figura de las letras. En 1998 el país invitado fue España, y se dedicó a la Generación del 48.
En 1999 la feria tuvo a México como país invitado y se dedicó a Pedro Mir.
En 2000, la feria tuvo como país invitado a Francia y rindió su dedicatoria a Juan Bosch. En este año, la Feria Internacional del Libro pasó a ser presidida por el intelectual y narrador Carlos Esteban Deive. El evento tuvo continuidad, lo que contribuyó a mantenerlo en el cronograma cultural del país. Se mantuvieron intactos algunos elementos establecidos desde el lanzamiento internacional del evento, como la dedicatoria a un país y la celebración del Premio Eduardo León Jimenes al libro del año.
En 2001, el país invitado de honor fue Chile, mientras que la dedicatoria recayó sobre el importante poeta dominicano Manuel del Cabral.
En 2002, la Comisión Permanente para la Celebración de la Feria del Libro (que era como se llamaba), dedicó la feria a Venezuela y rindió honores a Pedro Henríquez Ureña.
En 2003, el país invitado fue Cuba y se rindió homenaje a Eugenio María de Hostos.
En 2004, el país invitado fue Puerto Rico y se rindió homenaje a Pablo Neruda con lo que se varió la costumbre de dedicar el evento a escritores dominicanos. De la celebración de esta etapa, resaltan el Pabellón de Literatura, donde se concentraba gran parte del programa literario, y continuó teniendo un encanto especial el programa de espectáculos, celebrado principalmente en la Cueva de Santa Ana.
En 2005, la dirección general del magno evento ferial retornó a sus orígenes, en cuanto a la calidad de organización y contenidos, gracias a las preocupaciones de José Rafael Lantigua, ahora secretario de Estado de Cultura. La Dirección General de la Feria del Libro pasó a ser dirigida por el Lic. Alejandro Arvelo y el escritor Pedro Antonio Valdez, director general y director ejecutivo, respectivamente. Se dispuso, por instrucción de la Secretaría de Estado de Cultura, retomar la Feria para volver a convertirlo en una gran fiesta del libro de repercusiones continentales. Como parte de este plan, la feria fue movida de la Plaza del Conservatorio, para realizarla en la Plaza de la Cultura Juan Pablo Duarte. Con el traslado se buscaba aprovechar un área mejor urbanizada, con mayor cantidad de salas, área verde mejor conservada, museos y edificaciones destinadas para la cultura.
El éxito apareció en la primera convocatoria, la de 2005. Se eliminaron viejos stands, que ya habían cumplido su ciclo de vida, y se elevaron estructuras nuevas, más modernas, frescas y adecuadas. Se construyeron varios pabellones conmemorativos y funcionales. Uno de ellos, el Pabellón de Autor@s, dio formalmente cabida a escritores y escritoras independientes, para que pudieran, sin necesidad de alquilar un stand, vender sus libros al público. Se recuperó la Tribuna Libre, para dar cabida a diversas actividades del pensamiento. Se rediseñó el equipo de coordinadores, de manera que se pudieran cubrir los diversos aspectos de manera especializada. En este tenor, fueron creadas nuevas coordinaciones, como las de Participación Escolar y la de Participación Universitaria.
En este nuevo espacio, el programa cultural se amplió de manera considerable. El nuevo campo ferial alojó más de 2,000 actividades, desde presentaciones de libros y conferencias hasta obras teatrales y espectáculos culturales. Con este nuevo formato, se ha logrado un programa cultural amplio, diverso y siempre en camino hacia lectores y lectoras, lo que ha convertido el evento en un verdadero Festival Cultural que tiene al libro como centro, inicio y fin.
En 2005 la feria fue dedicada a Aída Cartagena Portalatín, con lo que se rendía honor por primera vez, en la faceta internacional, a una escritora, y con lo que, además, se recuperaba la costumbre de dedicarla a autores o autoras de nuestro país. El país invitado de honor de ese entonces fue Italia.
En 2006, el evento tuvo como país invitado de honor a Argentina y rindió homenaje a Marcio Veloz Maggiolo.
En 2007, con motivo del décimo aniversario, la feria tiene como país invitado de honor a Colombia y rinde tributo al importante poeta dominicano Franklin Mieses Burgos.
En 2008, fue dedicada a Emilio Rodríguez Demorizi. Invitado de honor a la Asociación de Estados del Caribe.
En 2009, fue dedicada a Juan Bosch y tuvo a Brasil como país invitado.
En 2010, Fue dedicada a Freddy Gatón Arce y el país invitado fue México.
En 2011, fue dedicada a la Santa Sede como invitada de Honor y en homenaje a Mons. Francisco José Arnáiz y P. José Luis Sáez, conmemorando los 500 años de constitución de las Diócesis de Santo Domingo y de La Vega.
En 2012, tuvo como país invitado de honor a los países de Centroamérica, y fue dedicada al poeta Enriquillo Sánchez.
En 2013, fue dedicado a la escritora francomacorisana Hilma Contreras y tuvo como invitado de honor a la República de Ecuador.
En 2015, fue dedicado a Manuel Rueda y tuvo como invitado de honor a Perú.
En 2016, fue dedicada a la gran poeta nacional dominicana Salomé Ureña y tuvo como país invitado de honor a la República Dominicana
En 2024, fue dedicada al escritor Mateo Morrison, Premio Nacional de Literatura 2010. Y tuvo como lugar invitado de honor a Washington Heights.